# 972年
| 千纪： | 1千纪 |
| 世纪： | 9世纪 \| 10世纪 \| 11世纪 |
| 年代： | 940年代 \| 950年代 \| 960年代 \| 970年代 \| 980年代 \| 990年代 \| 1000年代                                                     |
| 年份： | 967年 \| 968年 \| 969年 \| 970年 \| 971年 \| 972年 \| 973年 \| 974年 \| 975年 \| 976年 \| 977年                                |
| 纪年： | 壬申年（猴年）；于阗天尊六年；辽保寧四年；北汉天会十六年；北宋（吴越、南唐）开宝五年；大理明政四年；越南太平三年；日本天祿三年 |

## 大事记
- 宋太祖禁止僧道修改天文、地理，令僧道隸屬功德使，統發度牒，禁止私度道士。[來源請求]
- 基輔公國大公斯維亞托斯拉夫·伊戈列維奇自多瑙河流域返回基輔之際，遇襲身亡，拜占庭帝國趁機獨霸聯軍占領的保加利亞第一帝國領土；長子亞羅波爾克一世·斯維亞托斯拉維奇，但後來三個兒子爆發內鬨。

## 出生
- 3月27日——羅貝爾二世，法國卡佩王朝的第二位國王，綽號虔誠者。（1031年逝世，59岁）
- 亨利二世（972年－1024年，52岁），薩克森王朝的最後一位德意志國王和神聖羅馬帝國皇帝。
- 藤原行成（972年 -1028年，56岁），日本平安時代公卿、廷臣、书法家。

## 逝世
- 斯維亞托斯拉夫·伊戈列維奇，基輔大公。